# Bárbara Carine
Bárbara Carine Soares Pinheiro (Salvador, 1987), mais conhecida como Bárbara Carine, é uma escritora, palestrante e professora efetiva da Universidade Federal da Bahia. É graduada em filosofia e em química, e tem mestrado e doutorado em ensino de química pela Universidade Federal da Bahia. Foi finalista do Prêmio Jabuti por dois anos seguidos e venceu em 2024 na categoria Educação. Também recebeu o Prêmio Maria Felipa, da Câmara Municipal de Salvador, em 2021.

## Carreira
Bárbara Carine Soares Pinheiro é membro do Conselho Acadêmico de Ensino (CAE) da UFBA, colaboradora do Instituto de Estudos Avançados da Universidade de São Paulo (IEA/USP), coordenadora do Grupo de Pesquisa em Diversidade e Criticidade nas Ciências Naturais (DICCINA/UFBA) e Sócia-fundadora da Escola Afro-brasileira Maria Felipa, primeira escola Afro-brasileira do Brasil.
Bárbara é crítica à academia brancocêntrica ocidental. Especialista em Educação, sempre lembra o provérbio africano que diz:
| “ | É preciso uma comunidade inteira para educar uma criança. | ” |

## Obras
- 2024 - Querido estudante negro. [12]

- 2023 - Como ser um educador antirracista: Para familiares e professores. [13]

- 2022 - História pretinha das coisas: As descobertas de Ori. [14]

- 2022 - Intelectual diferentona em verso e prosa. [15]

- 2021 - História preta das coisas: 50 invenções científico-tecnológicas de pessoas negras. [16]

- 2020 - @Descolonizando_saberes: mulheres negras na ciência. [17]

- 2016 - Pedagogia histórico-crítica na formação de professores de ciências. [18]

## Prêmios
- 2024 - Vencedora do Prêmio Jabuti, categoria Educação, com "Como ser um educador antirracista".[3]
- 2022 - Entre os 5 finalistas do Prêmio Jabuti, categoria Ciência, com "História preta das coisas: 50 invenções científico-tecnológicas de pessoas negras".[5]
- 2021 - Entre os 10 finalistas do Prêmio Jabuti, categoria Ciências, com "@Descolonizando_saberes: mulheres negras na ciência".[4]
- 2021 - Prêmio Maria Felipa, da Câmara Municipal de Salvador.[2][6]